# Evan Peters
Evan Thomas Peters (Saint Louis, 20 de gener de 1987) és un actor estatunidenc. La seva carrera va començar el 2004 amb la pel·lícula Clipping Adam, va treballar per Disney Channel amb la sèrie Phil of the Future, uns anys més tard va interpretar a Tate Langdon, Kit Walker, Kyle Spencer i Jimmy Darling a la sèrie americana anomenada American Horror Story i també ha participat en la saga de X-Men (el 2014 a X-Men: Days of Future Past i el 2016, a la seqüela, X-Men: Apocalypse) interpretant al mutant Quicksilver.

## Biografia
Peters va començar a sortir amb Emma Roberts el 2012 després de treballar junts a la pel·lícula Adult World. El març de 2019, Peters i Roberts van cancel·lar el seu compromís i van acabar definitivament  pel fet que Roberts va començar una relació amb l'actor Garrett Hedlund. 
A finals d'octubre de 2019, Peters va començar una relació amb la cantant nord-americana Halsey, es va separar a principis de 2020. El juny de 2020, Peters va ser durament criticat per tenir actituds racistes a totes les seves xarxes socials, la qual cosa va generar la desactivació de les mateixes.

## Filmografia i televisió

### Pel·lícules
| Any  | Pel·lícula                      | Rol                          | Notes             |
| ---- | ------------------------------- | ---------------------------- | ----------------- |
| 2004 | Clipping Adam                   | Adam Sheppard                |                   |
| 2004 | Sleepover                       | Russell «SpongeBob» Hayes    |                   |
| 2007 | An American Crime               | Ricky Hobbs                  |                   |
| 2007 | Mama's Boy                      | Keith                        | No acreditat      |
| 2008 | Remarkable Power                | Ross                         |                   |
| 2008 | Gardens of the Night            | Brian / Rachel               |                   |
| 2008 | Never Back Down                 | Max Cooperman                |                   |
| 2010 | Kick-Ass                        | Todd Haynes                  |                   |
| 2011 | Never Back Down 2: The Beatdown | Max Cooperman                |                   |
| 2011 | Queen                           | Noi d'una germanor           | Curtmetratge      |
| 2011 | El bon doctor                   | Donny Nixon                  |                   |
| 2014 | Adult World                     | Alex                         |                   |
| 2014 | X-Men: dies del futur passat    | Peter Maximoff / Quicksilver |                   |
| 2015 | The Lazarus Effect              | Clay                         |                   |
| 2015 | Safelight                       | Charles                      |                   |
| 2016 | Elvis & Nixon                   | Dwight Chapin                |                   |
| 2016 | X-Men: Apocalipsi               | Peter Maximoff / Quicksilver |                   |
| 2017 | The Pirates of Somàlia          | Jay Bahadur                  |                   |
| 2017 | The Accomplice                  | Randy                        | Curtmetratge      |
| 2018 | American Animals                | Warren Lipka                 |                   |
| 2018 | Deadpool 2                      | Peter Maximoff / Quicksilver | Aparició cameo 25 |
| 2019 | Dark Phoenix                    | Peter Maximoff / Quicksilver |                   |
| 2019 | I Am Woman                      | Jeff Wald                    |                   |

### Televisió
| Any       | Títol                                      | Rol                                                      | Notes                                                  |
| --------- | ------------------------------------------ | -------------------------------------------------------- | ------------------------------------------------------ |
| 2004      | The Days                                   | Cooper Day                                               | 6 episodis                                             |
| 2004-2005 | Phil of the Future                         | Seth Wosmer                                              | 5 episodis                                             |
| 2005-2006 | Invasion                                   | Jesse Varon                                              | 21 episodis                                            |
| 2008      | Dirt                                       | Craig Hope                                               | Episodi: God Bless the Child                           |
| 2008      | Without a Trace                            | Craig Baskin                                             | Episodi: «A Bend in the Road»                          |
| 2008      | Monk                                       | Eric Tavela                                              | Episodi: «Mr. Monk and the Genius»                     |
| 2008      | House                                      | Oliver                                                   | Episodi: «Last Resort»                                 |
| 2008-2009 | One Tree Hill                              | Jack Daniels                                             | 6 episodis                                             |
| 2009      | Off the Clock                              | Jew                                                      | Episodi: «Gorgonzola i Pinto»                          |
| 2009      | Ghost Whisperer                            | Dylan                                                    | Episodi: «Excessive Forces»                            |
| 2010      | Criminal Minds                             | Charlie Hillridge                                        | Episodi: «Mosley Lane»                                 |
| 2010      | The Mentalist                              | Oliver McDaniel                                          | Episodi: «18-5-4»                                      |
| 2010      | The Office                                 | Luke Cooper                                              | Episodi: «Nepotism»                                    |
| 2011      | Parenthood                                 | Brandon                                                  | Episodi: «New Plan»                                    |
| 2011      | In Plain Sight                             | Joey Roston / Joey Wilson                                | Episodi: «Crazy Like a Witness»                        |
| 2011      | American Horror Story: Murder House        | Tate Langdon                                             | 12 episodis                                            |
| 2012-2013 | American Horror Story: Asylum              | Kit Walker                                               | 13 episodis                                            |
| 2013-2014 | American Horror Story: Coven               | Kyle Spencer                                             | 11 episodis                                            |
| 2014-2015 | American Horror Story: Freak Show          | Jimmy Darling                                            | 13 episodis                                            |
| 2015-2016 | American Horror Story: Hotel               | James Patrick March                                      | 10 episodis                                            |
| 2015      | China, IL                                  | Clint (veu)                                              | Episodi: «Magical Pet»                                 |
| 2016      | American Horror Story: Roanoke             | Edward Philipe Mott                                      | Episodi: «Chapter 5»                                   |
| 2016      | American Horror Story: Roanoke             | Rory Monahan                                             | 3 episodis                                             |
| 2017      | American Horror Story: Cult                | Kai Anderson                                             | 11 episodis                                            |
| 2017      | American Horror Story: Cult                | Andy Warhol                                              | Episodi: «Valerie Solanas Died for Your Sins: Scumbag» |
| 2017      | American Horror Story: Cult                | - Marshall Applewhite - David Koresh - Jim Jones - Jesús | Episodi: Drink the Kool-Aid                            |
| 2017      | American Horror Story: Cult                | Charles Manson                                           | 2 episodis                                             |
| 2018      | Pose                                       | Stan Bowes                                               | 8 episodis                                             |
| 2018      | American Horror Story: Apocalypse          | Mr. Gallant                                              | 4 episodis                                             |
| 2018      | American Horror Story: Apocalypse          | James Patrick March                                      | Episodi: « Could It Be... Satan? »                     |
| 2018      | American Horror Story: Apocalypse          | Tate Langdon                                             | Episodi: « Return to Murder House »                    |
| 2018      | American Horror Story: Apocalypse          | Jeff Pfister                                             | 3 episodis                                             |
| 2021      | WandaVision                                | Ralph Bohner / « Pietro Maximoff »                       | 4 episodis                                             |
| 2021      | Mare of Easttown                           | Detectiu Colin Zabel                                     | Minisèrie de televisió                                 |
| 2021      | American Horror Story: Double Feature      | Austin                                                   | Principal                                              |
| 2022      | Dahmer – Monster: The Jeffrey Dahmer Story | Jeffrey Dahmer                                           | 10 episodis                                            |

## Premis i nominacions
| Any  | Premiació                                  | Categoria                                                                     | Treball nominat               | Resultat  |
| ---- | ------------------------------------------ | ----------------------------------------------------------------------------- | ----------------------------- | --------- |
| 2004 | Phoenix Film Festival                      | Millor actuació revelació                                                     | Clipping Adam                 | Guanyador |
| 2005 | Premis Artista Jove                        | Millor actuació en una pel·lícula - Elenc jove                                | Sleepover                     | Nominat   |
| 2012 | Premis Satellite                           | Millor actor de repartiment en una sèrie, minisèrie o pel·lícula de televisió | American Horror Story: Asylum | Nominat   |
| 2013 | Online Film & Television Association Award | Millor actor de repartiment en una pel·lícula o minisèrie                     | American Horror Story: Asylum | Nominat   |
| 2015 | Napa Valley Film Festival                  | Estrella en ascens                                                            | Safelight                     | Guanyador |
| 2016 | Fangoria Chainsaw Awards                   | Millor actor de repartiment de televisió                                      | American Horror Story: Hotel  | Nominat   |
| 2018 | Critics Choice Awards                      | Millor actor en una minisèrie o pel·lícula per a televisió                    | American Horror Story: Cult   | Nominat   |
| 2018 | British Independent Film Awards            | Millor actor de repartiment                                                   | American Animals              | Nominat   |
| 2021 | Premis Emmy                                | Millor actor de repartiment                                                   | Mare of Easttown              | Guanyador |
| 2022 | Premis del Sindicat d´Actors               | Millor actor de televisió - Minisèrie o telefilm                              | Mare of Easttown              | Nominat   |